# Журавлёв, Евгений Степанович
Евгений Степанович Журавлёв (род. 21 марта 1939, Москва) — советский футболист, левый полузащитник и центрфорвард, мастер спорта. В высшей советской лиге выступал за ЦСКА и «Торпедо».

## Биография
Родился в Москве, русский, член ВЛКСМ, окончил 8 классов. Начал заниматься футболом у тренера Константина Бескова школе ФШМ вместе с другими будущими футболистами высшей лиги 1939 года рождения: Виктором Шустиковым, Валерием Короленковым, Олегом Сергеевым.
В 1958 играл за дубль московского «Динамо». После этого до 1963 — служил в Советской Армии, находясь в составе ЦСКА. В 1959 провёл за ЦСКА только 3 игры, в 1960 не попадал в основной состав.
С  приходом в 1961 в ЦСКА тренера Бескова, который тренировал Журавлёва в детской команде ФШМ, стал игроком основного состава. Играл на позиции левого полузащитник 8 мая 1961 забил свой первый гол в высшей лиге, открыв счёт в матче с московским «Динамо», сильно пробив по воротам Яшина, уйдя от опеки Численко. ЦСКА лидировал в первой половине сезона в своей подгруппе, забив больше всех мячей, а Журавлёва называли одним из молодых лидеров команды, наряду с Амбарцумяном и Федотовым. Во второй половине сезона журналисты отмечали усталость в игре всей команды и в том числе тройке этих молодых игроков, в частности Журавлёв увлекался игрой в атаке в ущерб в обороне. Например в матче со «Спартаком» он отдал голевой пас на Доронина, но в обороне постоянно терял своего визави Галимзяна Хусаинова, тот забил и отдал пас, и ЦСКА проиграл. В финальном этапе ЦСКА играл неудачно, проиграв несколько матчей крупно подряд, а Журавлёв терял мяч и был пассивен в отборе, допускал суетливость и брак. В результата спада команды ЦСКА занял 4-е место вне медалей.
В сезоне 1962, во второй и последний сезон Бескова в ЦСКА, тот выпускал Журавлёва на позиции центрфорварда. Но на этой позиции Журавлёв играл не слишком удачно, нанося сильные, но не точные удары. Свой единственный в этом сезоне и последний гол за армейцев ему удалось забить в октябре, красивый гол  в нижний угол в матче с московским «Торпедо». Всего за ЦСКА провёл 47 матчей и забил 3 мяча.
1 июня 1963 принят в ЗиЛ на должность инструктора физкультуры. В этом году провёл 8 матчей в высшей лиге за московское «Торпедо». Уволился 18 декабря 1963 по собственному желанию.
В 1964—1968 годах играл в низших лигах за «Днепр», «Зарю», дубль «Локомотива», «Волгу» и «Сатурн».

## Достижения

### Личные
- Мастер спорта СССР[2]